# 黒岩陣太郎
黒岩 陣太郎（くろいわ じんたろう、1980年4月4日 - ）は、日本の俳優、ラジオパーソナリティ、会社経営者。本名同じ。「陣太郎」は自分の陣地を拡げてほしいと言う意味が込められている。
神奈川県厚木市出身。2016年よりタレントプロダクション夢現に所属。
身長178cm、体重89kg、血液型O型

## 来歴

### デビューまで
株式会社トーホーSS事業部に入社、その後、箱根湯本温泉ホテルおかだ内クラブびぃを経て2006年8月より横浜陣太郎倶楽部を起業、YJCホールディングス株式会社の代表取締役となる。幼いころからの夢である役者を目指し、2014年よりフリーのタレント活動開始。

### ラジオ番組
フリー活動開始の翌2015年から神奈川県在住ながら沖縄県南城市のFMなんじょうにて自身の名前のついた冠番組「JintaroVoice」のラジオパーソナリティとして放送開始。

### タレント活動
2016年よりタレントプロダクション～夢現～mugenプロダクションに所属。映画やドラマに出演する。

## 人物・エピソード
株式会社トーホーSS事業部に入社、その後、箱根湯本温泉ホテルおかだ内クラブびぃを経て2006年8月独立起業、現在、YJCホールディングス株式会社、代表取締役、神奈川県中古自動車販売商工組合、理事 青年部会長2013年5月に任期満了に伴い退任、同組合の常任理事、ブロック長、神奈川第７支部長、小売振興副委員長に就任、2015年5月神奈川県中古自動車販売商工組合の任期満了に伴い神奈川第7支部長退任、同5月常任理事、小売振興副委員長、同組合青年部相談役に再任、同6月小田原法人会、青年部幹事に就任、神奈川県中小企業青年中央会、副会長、2017年4月神奈川県中小企業青年中央会、副会長を任期満了に伴い退任、同5月小田原法人会、青年部幹事に再任、神奈川県中古自動車販売商工組合、青年部、相談役を任期満了に伴い退任、同商工組合、常任理事に再任、2019年8月より同商工組合、指導環境委員長に就任、2023年5月任期満了に伴い常任理事退任、同年5月同商工組合にて監事に就任、会社経営、社会貢献活動などを行っている。
2021年3月以前自身が中退した高校、神奈川県立小田原城北工業高等学校(電気科)定時制に一般受験により入学、高卒認定試験、国家資格等を取得し3修制を活用し2024年3月卒業。
2020年9月には神奈川県足柄上郡大井町の大井町町議会議員選挙に出馬し当選、2020年10月より大井町議会議員となる。2024年9月、同町初の自由民主党推薦候補として推薦を受け当選2期目に入る。同年10月、企画経済常任委員会副委員長、議会運営委員会委員、広報公聴常任委員会公聴分科会委員に就任、同年10月より自由民主党大井町支部連合会幹事長に就任、現在に至る。
自身の経営する中古車販売会社の商号について、顧客からは店舗が小田原市なのに「なぜ、横浜なのか」と聞かれることがあった。黒岩自身が横浜が好きと、車を購入されないお客さんでも 気軽に立ち寄れるようなお店せ作りをしたかった為、「倶楽部」とつけた。

## 出演

### 映画
- 旅のはじまり （2017年、麻田奈穂監督） - 安倍剛介 役
- 憑きもどり （2017年、辻岡正人監督） - 橋本正樹 役
- ダイジナモノ (2017年、朝比奈徹監督)   -金山充 役
- The Short On Life (2017年、伊東佳純監督)  -お父さん役
- Open (2017年、永田佳大監督)  -高原鉄男役
- 珈琲探偵〜謎と角砂糖〜(2018年3月永田佳大監督)
- かぼちゃの馬鹿(2018年11月永田佳大監督)2018ムービンピック出展作品

### ドラマ
- 眠れなくなる夜  （2017年3月28日、千葉テレビ）- お父さん役[4]
- あの事件知らなかったコトSP（2017年3月1日、 テレビ東京）  - 沢岻役
- 夜カフェ（2017年、MXテレビ）
- The horror video エピソード3(松本了監督)2019年4月Amazon prime VIDEO

### ラジオ
- レディオ湘南 良藤有三歌謡名曲選
- FMなんじょう 陣太郎ボイス（2015年8月7日～、毎週土曜日17:00～）
- FMコザ 陣番パイセンRADIO！[5]
- FMおだわら 南ぬ花三線クラブ
- FMおだわら ハイサイ！ウチナータイム！
- FMコザ ミミスポ
- palau-links 明日へのトビラ
- FMおだわら new year Garden

### PRムービー
- まるごとひょうたんロック・ユー （2017年、大井町PR動画） - ピザ職人役
- 千葉県中古自動車販売商工組合 適正販売店PR動画2018年12月JU千葉https://youtu.be/BfLBEXraxbQ

### MC
- ふくい舞 沖縄イベントライブ MC   (2016年6月)
- 下曽我五郎十郎市 総合司会   (2017年2月)
- 曽我兄弟傘焼きまつり 総合司会   (2017年5月)
- 東京ドームシティ ラクーア イベント司会

DISCYU エンターテイメントショー   (2017年7月15日)

### 舞台
- よしもとふるさと劇団

大井町ふるさと劇団旗揚げ公演(作・演出 高畠清)
おーい！ひょうたんから駒って出るんですか？
(2017年8月8日)
黒岩役